# امیر تاجیک (خواننده)
امیر تاجیک (زادهٔ ۸ شهریور ۱۳۴۷) خواننده و هنرپیشه ایرانی است. او در سال ۱۳۶۴ در تئاتر بازی می‌کرد تا اینکه در یک نمایش بنام کودک سیزده ساله خوانندگی کرد که با تشویق دوستانش مواجه شد در نهایت دوره خوانندگی را در صداوسیما گذراند و از سال ۱۳۶۹ با خواندن تیتراژ علف های هرز رسما خود را به‌عنوان یک خواننده معرفی کرد. در سال ۱۳۸۰ با خواندن تیتراژ سریال زیر آسمان شهر به کارگردانی مهران غفوریان به شدت مورد توجه قرار گرفت.

## زندگی‌نامه
تاجیک در رشتهٔ مهندسی طراحی صنعتی تحصیل کرده‌است. از کارهای مطرح وی می‌توان به زیر آسمان شهر، یه مسجد، آسمونه و افتتاحیهٔ جام جهانی کشتی و … اشاره نمود.

## ترانه‌شناسی

### آلبوم‌ها
امیر تاجیک پس از مطرح شدن، آلبوم‌های زیر آسمون شهر و همکلاسی را منتشر کرد، و پس از وقفه‌ای طولانی در سال ۱۳۹۱ آلبوم زندگی را روانه بازار کرد.
- ۱۳۷۸: همکلاسی
- ۱۳۸۰: زیر آسمان شهر
- ۱۳۹۱: زندگی

### تک‌آهنگ‌ها
- آرش تبر

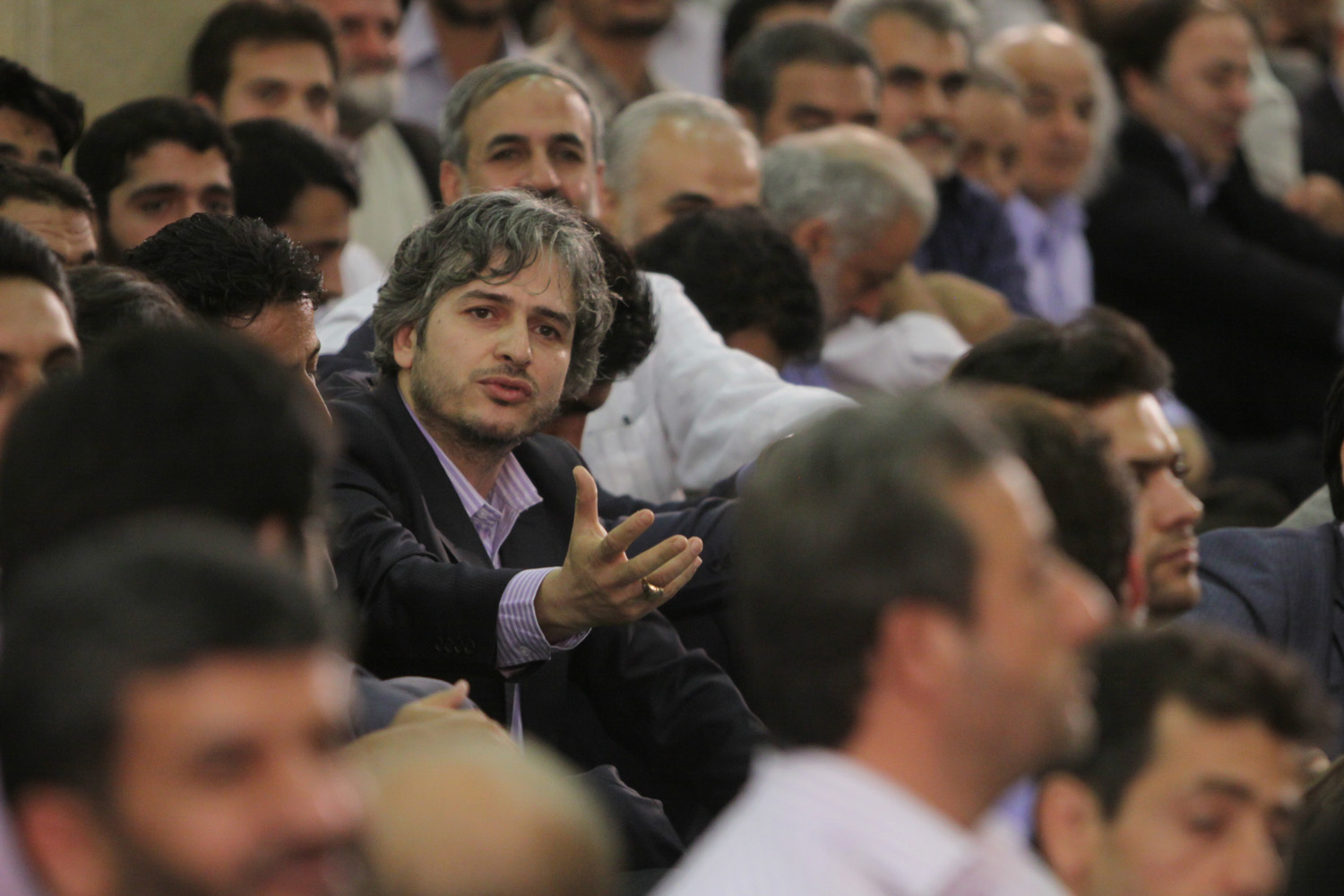
امیر تاجیک (در میانه‌ تصویر) در «دیدار فعالان عرصه هنر دفاع مقدس» با خامنه‌ای

- دستم را بگیر (بعداً در آلبوم زندگی)
- دیوونه
- هجوم مرگ
- جنگل سبز
- نشان اقتدار
- سینه سرخ
- بی تو (با همراهی مهرداد تیر زاده)
- تیم قهرمان، ایران
- زیر آسمان شهر
- یه مسجد
- از بوسه تا عشق
- تو هم تأیید کن (با همراهی امید تاجیک)
- زندگی
- دلم از راه پره
- بارون (با همراهی امید تاجیک)
- سیب ممنوع
- پنجمین دیوار
- انتظار[پیوند مرده]
- منم[پیوند مرده]
- قول های تو ریسکن[پیوند مرده]

## همکاری‌ها

### خواندن سرود رسمی تیم ملی
وی توسط فدراسیون فوتبال ایران برای خواندن سرود رسمی تیم ملی فوتبال ایران برای جام جهانی ۲۰۰۶ آلمان انتخاب شد و برای این رقابت‌ها دو آهنگ ارائه داد.
همچنین از او به عنوان اصلی‌ترین گزینه برای خواندن سرود رسمی تیم ملی برای جام جهانی ۲۰۱۴ نیز یاد می‌شد که البته این سرود به احسان خواجه امیری واگذار شد.

### حضور در برنامه‌های تلویزیونی و سینما
وی بارها به عنوان خواننده در برنامه‌های تلویزیونی صدا و سیما نظیر روز از نو، خندوانه، دورهمی، دوباره گوش کن، کتاب باز، عشق من ایران من، سفر بخیر، مثلث، ساعت ۲۵ و … حاضر شده‌است و به نوعی از این حیث رکوردار محسوب می‌شود.
همچنین وی در فیلم سینمایی چشمان سیاه به کارگردانی ایرج قادری محصول سال ۱۳۸۱ به عنوان خواننده و بازیگر حضور داشته است.

### برگزاری کنسرت به نفع جانبازان
امیر تاجیک پس از عیادت با جانبازان هشت سال دفاع مقدس، در گفتگویی برای برگزاری کنسرتی در حمایت از این جانبازان اعلام آمادگی کرد.

### بازیگر
- الگو:چشمان سیاه (۱۳۸۱)